# Acacia piligera
Acacia piligera är en ärtväxtart som beskrevs av Allan Cunningham. Acacia piligera ingår i släktet akacior, och familjen ärtväxter. Inga underarter finns listade i Catalogue of Life.